# الجنة: الإيمان
الجنة: الإيمان هو فيلم من نوع دراما أُصدر في 2012. الفيلم من إخراج أولريتش سيدل، أما السيناريو فكان من كتابة أولريتش سيدل وفيرونيكا فرانز.

## القصة
آنا ماريا (ماريا هوفستاتر) امرأة نمساوية في منتصف العمر تعيش بمفردها في منزل متماسك في فيينا. عندما لا تعمل في المستشفى، تنظف منزلها جيدًا. لكنها لا تشعر بالوحدة؛ فهي لديها يسوع؛ إنها تحب يسوع. هذا الحب غير المشروط للرب يمكّنها من التغلب على إغراءات جسدها، من خلال الصلاة واستخدام جميع أنواع العقوبات الذاتية بشكل منهجي.
لكنها ليست وحدها في سعيها؛ فهي عضو في مجموعة دينية متطرفة صغيرة تحاول إعادة الإيمان الكاثوليكي إلى النمسا؛ عندما تأخذ استراحة من عملها بدلاً من الذهاب في إجازة، تحاول من باب إلى باب الدعوة للرب في الأحياء الفقيرة التي يسكنها في الغالب المهاجرون.
على الرغم من أن إيمانها قوي، إلا أنه سيواجه تحديًا ليس فقط من خلال ردود الفعل المختلفة للأشخاص الذين تحاول الاقتراب منهم، ولكن أيضًا في المنزل، حيث يعود ماضيها بوضوح. يعود زوجها المسلم المشلول ويطالب بنصيب من حبها، والذي تقدمه بسرور ليسوع فقط.

## طاقم التمثيل
- Martina Spitzer  [لغات أخرى]‏
- ماريا هوستاتير

## وصلات خارجية
- الجنة: الإيمان على موقع IMDb (الإنجليزية)
- الجنة: الإيمان على موقع ميتاكريتيك (الإنجليزية)
- الجنة: الإيمان على موقع نتفليكس (الإنجليزية)
- الجنة: الإيمان على موقع ألو سيني (الفرنسية)
- الجنة: الإيمان على موقع Turner Classic Movies (الإنجليزية)
- الجنة: الإيمان على موقع أول موفي (الإنجليزية)
- الجنة: الإيمان على موقع فيلمافينيتي (الإسبانية)
- الجنة: الإيمان على موقع قاعدة بيانات الأفلام السويدية (السويدية)
- الجنة: الإيمان على موقع قاعدة بيانات الفيلم (الإنجليزية)
- الجنة: الإيمان على موقع ليتربوكسد (الإنجليزية)